# Mandloňovité

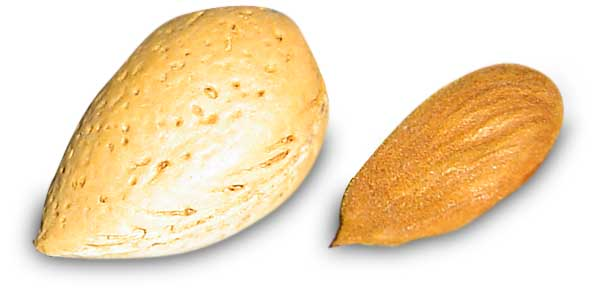
plod mandloně obecné

Mandloňovité (Amygdalaceae, Prunaceae) je nepoužívaná čeleď [zdroj?] rozsáhlého řádu růžotvarých. Dnes [kdy?] se používá čeleď růžovité. 
Čeleď je zastoupena 450 druhy a to především na severní polokouli. Stromy nebo keře mají střídavé jednoduché listy. Květy vyrůstají jednotlivě nebo ve svazečcích nebo v hroznech. Plodem je peckovice s tvrdým, dřevnatým vnitřním obalem.

## Někteří zástupci
rod slivoň (Prunus)
- Trnka obecná – trnka
- Třešeň ptačí (strom s bílými květy)
- Mandloň obecná (keř nebo strom se zploštěnými plody)
- Meruňka obecná (strom s velkými kulatými peckovicemi)
- Broskvoň obecná (keř nebo strom s růžovými květy)Portály: Rostliny